# Santiago de Chuco (tỉnh)
Tỉnh Santiago de Chuco (tiếng Tây Ban Nha: Provincia de Santiago de Chuco) là một tỉnh thuộc vùng La Libertad của Peru. Tỉnh Santiago de Chuco có diện tích 2659 km², dân số thời điểm theo điều tra dân số ngày 11 tháng 7 năm 1993 là 52991 người. Tỉnh lỵ đóng ở Santiago de Chuco.